# Toy Story 2: Woody e Buzz alla riscossa!
Toy Story 2: Woody e Buzz alla riscossa! (Toy Story 2: Buzz Lightyear to the Rescue in originale) è un videogioco a piattaforme basato sul film d'animazione della Pixar Animation Studios Toy Story 2 - Woody e Buzz alla riscossa ed è il sequel di Toy Story. Il videogioco è stato pubblicato per Nintendo 64, PlayStation, Dreamcast, Windows e macOS fra il 1999 ed il 2000. Una versione leggermente differente del videogioco è stata pubblicata per Game Boy Color nello stesso periodo. Toy Story 3: Il videogioco è un sequel del 2010.

## Trama
Come visto nel film proprio Woody il cowboy viene portato via dal collezionista di giocattoli Al, riguardo al film si vedono anche degli spezzoni riguardanti esso che vengono introdotti dopo aver avviato per la prima volta un livello e dopo aver battuto un boss, il protagonista che viene impersonato nel gioco come detto nel titolo è Buzz Lightyear che dovrà essere guidato per le zone prese dal film e riprodotte per console e salvare Woody dal cercatore d'oro Stinky Pete e dai suoi seguaci del videogioco Pistolero e Fabbro, il gioco è composto da 15 livelli tra cui 5 sono i livelli dove si affrontano i boss, e infine per sbloccare i livelli Buzz deve raccogliere gli speciali gettoni di Pizza Planet.

## Modalità di gioco
Nella schermata Buzz ha una visuale in prima persona, si può mostrare nella schermata stessa tutto ciò che si possiede con il tasto del joystick R1, in alto a destra c'è subito l'indicatore di vita di Buzz indicato da una batteria gialla e nera, sempre in alto a destra vengono contati i cinque sosia di qualsiasi livello quando Buzz li trova e li prende, in alto a sinistra viene illustrato il numero di vite che possiede Buzz, delle quali può disporre per un massimo di 9, in basso a destra appare l'icona laser e l'icona ali di Buzz solo quando Buzz usa con il tasto quadrato il laser e con il tasto cerchio la trottola devastante.

## Oggetti e obiettivi

### Oggetti
- Monete di Hamm: l'oggetto più facile da vedere e da trovare in qualsiasi livello, servono appositamente perché il salvadanaio Hamm dia un gettone di Pizza Planet a Buzz, bisogna raccoglierne precisamente 50 e allora apparirà in alto a destra l'icona Hamm lampeggiante e si potrà andare ad ottenere il gettone parlando al salvadanaio.
- Gettoni di Pizza Planet: gli oggetti essenziali per il completamento del gioco, ce ne sono cinque in ogni livello e si ottengono uno quando si portano le 50 monete raccolte ad Hamm, un altro se si vince la prova cronometrata data da vari personaggi già visti nel film, un altro se si raccolgono tutti i cinque sosia di vari giocattoli e oggetti e si portano al proprietario, un altro si ottiene casualmente (indicato da un punto interrogativo giallo quando si è nel contatore di premi dopo aver terminato un livello) e un altro ancora se si sconfigge il boss del livello, in tutto sono 50 e se verranno raccolti tutti si otterrà un filmato extra.
- Vite di Buzz: sono oggetti rari e difficili da trovare, sono rappresentate da un piatto contornato di verde e con inciso sopra un ritratto di Buzz, all'inizio del gioco Buzz ne avrà 5 e una volta che avrà raggiunto il massimo delle 9 vite anche se prenderà un'altra vita il contatore non avanzerà ugualmente, una volta che tutte le vite si saranno esaurite la partita terminerà e si dovrà ripartire dal salvataggio di gioco effettuato più recentemente.
- Batterie: servono per ripristinare la salute di Buzz quando subisce dei danni, la vita piena è colorata di giallo mentre quando si comincerà ad esaurire diventerà sempre più arancione, e una volta subiti tanti danni e svuotata tutta la barra della salute Buzz perde una vita.
- Laser devastante: un oggetto che si trova unicamente in qualsiasi livello, è rappresentato da un bastoncino appuntito di colore verde e una volta raccolto si potrà usare solo finché la barra verde sua non si sarà completamente svuotata, dopo essere successo ciò Buzz userà di nuovo il suo laser standard con munizioni infinite, rispetto al laser standard questo qui uccide i nemici con meno colpi e mette al tappeto un boss più facilmente.
- I potenziamenti di Mr Potato: i potenziamenti sono dei poteri che Buzz può usare per un tempo limitato per riuscire in certi intenti, vengono sbloccati se in certi livelli vengono riportate a Mr Potato alcune delle sue parti del corpo, quando non sono sbloccati sono rinchiusi in casacche di vetro blu dopo sbloccati si ritroveranno scoperti e pronti da usare nella stessa postazione, i potenziamenti sono per elenco: Scudo Cosmico che si può ottenere nel primo livello "Casa di Andy", Lancia dischi devastanti che si può ottenere nel quarto livello "Cantiere Edile", Stivali a reazione che si possono ottenere nel settimo livello nel negozio di giocattoli di Al, Sparagancio che si può ottenere nel decimo livello sull'ascensore del grattacielo di Al e gli Stivali volanti che si possono ottenere nel tredicesimo livello "Infiltrazione all'aeroporto", ci sono degli obbiettivi che vanno affrontati quando si possiedono certi potenziamenti ma che non si potrà fare subito nel livello appena avviato per la prima volta, come ad esempio i sosia dei pulcini nel negozio di Al sempre nel settimo livello non possono essere presi subito tutti perché serviranno gli stivali volanti per uno di loro che si è nascosto in cima alle casse di una delle stanze del negozio.
- Le parti del corpo di Mr Potato: utili per ottenere da Mr Potato i potenziamenti di Buzz in alcuni livelli, l'orecchio nel primo livello che fa ottenere lo scudo cosmico, l'occhio che fa ottenere il lanciadischi nel quarto livello, il braccio che fa ottenere gli stivali a reazione nel settimo livello, il piede che fa ottenere lo sparagancio nel decimo livello e la bocca che fa ottenere gli stivali volanti nel tredicesimo livello. Una volta presa la parte del corpo apparirà in alto a destra l'icona lampeggiante di Mr Potato e poi si dovranno dare le parti recuperate stesse al sottoscritto per l'acquisizione del potenziamento.

### Obiettivi
Per ottenere i gettoni di Pizza Planet bisogna eseguire i seguenti incarichi che vengono qui sotto illustrati:
- Portare in tutti i livelli 50 monete a Hamm: obiettivo facile e più conosciuto dove non c'è tanto da spiegare.
- Recuperare i 5 sosia: in ogni livello è presente un proprietario che ha perso varie cose e per elenco si scopre cosa sono: Bo Peep la pastorella deve riavere nel primo livello le sue 5 pecore a tre teste, nel secondo livello il sergente deve avere i suoi 5 membri, nel quarto livello il maggiordomo deve avere i suoi 5 ragazzini, nel 5 livello una papera gonfiabile deve avere i suoi 5 anatroccoli (dei quali due di loro sono lungo il condominio che dovrà essere scalato con lo sparagancio dopo averlo sbloccato nel decimo livello), nel settimo livello una chioccia ha perso i suoi 5 pulcini e per prenderli tutti come detto prima serviranno anche gli stivali volanti, nell'ottavo livello una strana astronave giocattolo vivente ha perso i suoi 5 omini verdi, nel decimo livello una madre di topo giocattolo ha perso i suoi 5 cuccioli, nell'undicesimo livello la cowgirl Jessie ha perso i suoi 5 cuccioli di leprotto, nel tredicesimo livello un anonimo pilota giocattolo ha perso i suoi 5 passeggeri e infine nel quattordicesimo livello un parcheggiatore ha perso le sue 5 valigette verdi.
- Vincere tutte le gare cronometrate: ce n'è una in ogni livello e i potenziamenti non servono quasi a nulla, potrebbe servire nel secondo livello "Quartiere generale di Andy" nella gara con la macchina giocattolo RC, in questo caso ci sono gli stivali a reazione.
- Sconfiggere tutti i boss dei livelli e dei settori: ce n'è uno in ogni livello e ognuno alla fine di ben 2 livelli normali completati, i boss Pistolero, Cercatore d'oro (nel film Stinky Pete) e Fabbro vengono affrontati tutti e tre insieme nell'ultimo livello "Resa dei conti finale" e sono gli ultimi tre boss di livello normale, Pistolero nel livello 11 "Attico di Al", Stinky Pete nel livello 13 "Infiltrazione all'aeroporto" e Fabbro nell livello 14 "Problemi sull'asfalto".
- Ottenere tutti i gettoni di Pizza Planet: obiettivo più essenziale si ottengono eseguendo tutti i passi elencati.

## Personaggi
Nel gioco sono inclusi tutti i personaggi apparsi nel film e hanno diverse commissioni da dare a Buzz:

### Protagonisti
- Woody: nel film è il protagonista ma in questo gioco ha il ruolo come "il socio da salvare" appare anche nel videogioco ma solo per un breve periodo di tempo nel combattimento finale intitolato "Resa dei conti finale" insieme alla cowgirl Jessie.
- Buzz Lightyear: il coprotagonista del film che nel gioco è il protagonista da comandare, l'errore che viene riproposto nel gioco è il fatto che Buzz ha il casco spaziale chiuso sulla sua testa, anche se a partire dalla fine del primo capitolo di Toy Story egli non se l'era più voluto chiudere per la conoscenza di essere un semplice giocattolo.
- Jessie: la cowgirl apparsa nel film e anche amica di Woody, viene inserita nell'11º livello "Attico di Al" e dà a Buzz l'incarico di ricuperare i suoi 5 leprotti scomparsi in varie parti dell'attico.
- Bo Peep: una nota pastorella già apparsa nel primo episodio di Toy Story e appare nel primo livello dando a Buzz l'incarico di ricuperare le sue pecore.
- Mr. Potato: la patata giocattolo a cui vanno riportate le proprie parti del corpo, nonché anche giocattolo più antipatico e ingenuo dei capitoli di Toy Story.
- Bullseye: il cavallino di Woody e Jessie, si trova nel livello "Attico di Al" e sfida Buzz ad una raccolta cronometrata di ferri di cavallo.
- Slinky: il cane giocattolo a molla apparso anche nel primo episodio e che dà in alcuni livelli delle prove cronometrate a Buzz.
- Rex: il tirannosauro verde che insieme ad Hamm il salvadanaio apparire in tutti i livelli normali (eccetto infatti quelli dei boss) e che serve difatti a Buzz per ottenere suggerimenti degli obbiettivi del livello corrispondente.
- Rocky: il wrestler giocattolo visto certe volte nel primo capitolo di Toy Story, appare nel livello "Infiltrazione all'aeroporto" e dà a Buzz la prova cronometrata nel raccoglimento di manubri.
- Hamm: salvadanaio conosciuto in tutti e due i capitoli di Toy Story che insieme a Rex appare in tutti i livelli dato che c'è sempre la missione consistente nel portargli le 50 urgenti monetine.
- Il sergente: soldato giocattolo visto subito nel primo Toy Story, appare nel secondo livello "Quartier generale di Andy" e a lui servono i suoi 5 soldatini perduti.
- RC: la macchina telecomandata che nei primi due livelli ovvero "Casa di Andy" e "Quartier generale di Andy" sfida Buzz ad una corsa, RC va più veloce rispetto alla maratona di Buzz ma lo spaceranger può farla inceppare e fermare per un brevissimo lasso di tempo quando essa gli sta alle calcagna e lo colpisce alle spalle.

### Antagonisti
Sono riportati gli antagonisti principali del film e i boss:
- Aereo Killer: boss nel terzo livello che cerca di uccidere Buzz con le sue affilate ali.
- Melma: è creata dai rifiuti della città vicino a casa di Andy e viene uccisa gradualmente; ogni volta cresce dopo essere stata messa nel suo secchione della spazzatura.
- Il giudice degli alieni: appare nel livello 9 ed è uno degli alieni che sparano i laser verdi dall'unico occhio che hanno solo più gigantesco e potente.
- Zurg: il nemico più temuto di Buzz che appare nel 12º livello.
- Stinky Pete: il cercatore d'oro antagonista del film che appare come mini-boss nel livello "infiltrazione all'aeroporto".
- Pistolero: primo servitore di Stinky Pete che appare come mini-boss nel livello "attico di Al".
- Fabbro: secondo servitore di Stinky Pete, nonché il più dannoso e lento mini-boss del gioco, appare come mini-boss nel penultimo livello "problemi sull'asfalto".